# Jin Mao Tower
A Jin Mao Tower (egyszerűsített kínai: 金茂大厦; hagyományos kínai: 金茂大廈; pinjin: Jīnmào Dàshà; sanghaji dialektussal: Cinmeu Dagho; jelentése „Arany Jólét Épület”) 420,5 méter magas, 88 emeletes (93, ha a csúcs emeleteit is beleszámoljuk) felhőkarcoló Sanghaj Putung kerületében. Magában foglal egy bevásárlóközpontot, irodákat és a Grand Hyatt Shanghai szállodát, amely az 53. emelettől fölfelé elfoglalja az épületet, és befejezésekor a világ legmagasabb szállodájának számított. Az Oriental Pearl Towerrel, a Shanghai World Financial Centerrel és a Shanghai Towerrel együtt a Bundról nézve a város sziluettjének ikonikus eleme. 1999-es elkészültekor a világ 3. legmagasabb épülete volt, és 2007-ig Kína legmagasabb épületének számított, amikor is a közelében található Shanghai World Financial Center megelőzte. 2015-ben a Shanghai Tower, a két épület mellett álló 128 emeletes épület végül felülmúlta mindkét épület magasságát, létrehozva a világ első, szupermagas felhőharcoló-hármasát. A torony jelenleg is a világ 34. legmagasabb épülete.

## Építészeti jellemzői
Az épület a Lujiazui metróállomás közelében, egy 24 000 négyzetméteres telken helyezkedik el, és a becslések szerint 530 millió dolláros költséggel épült.
Tervezője a chicagói Skidmore, Owings & Merrill (SOM) cég volt, amely a világ több más ismert felhőkarcolóját is tervezte. Posztmodern formája, amelynek összetettsége felfelé haladva egyre növekedik, a hagyományos kínai építészetből merít, mint például a többszintes pagodák, finoman visszalépve, hogy ritmikus mintázatot hozzon létre, ahogy emelkedik. A malajziai Petronas-ikertoronyhoz hasonlóan az épület arányai a 8-as számra épülnek, amely a kínai kultúrában a jólétet jelképezi. A 88 emelet (93, ha a csúcsdíszt is beleszámítjuk) 16 szegmensre oszlik, amelyek mindegyike 1/8-dal rövidebb, mint a 16 emeletes alap. A torony egy nyolcszög alakú beton falmag köré épült, amelyet 8 külső kompozitoszlop és 8 külső acéloszlop vesz körül. Három, egyenként 8 darab kétemeletes magasságú kitámasztógerendákból álló csoport köti össze az oszlopokat a betonmaggal hat emeleten, hogy további támasztást biztosítsanak.
A hivatalos avatás 1998. augusztus 28-án volt, a dátumot szintén a 8-as szám jegyében választották. Az épület 1999-ben kezdte meg működését. A Jin Mao Tower a China Jin Mao Group Co. Ltd (korábban „China Shanghai Foreign Trade Center Co. Ltd”) tulajdonában van. Állítólag napi fenntartási költsége 1 millió RMB (121 000 USD).
Az épületnek 3 főbejárata van az előcsarnokban: kettő az irodai részhez és egy a szállodához vezet. Az alagsorból gyorsliftek vezetnek a kilátószintre, valamint 600 gépjármű és 7500 kerékpár számára alakítottak ki parkolóhelyet. Összesen 61 Mitsubishi lift és 19 mozgólépcső szállítja a látogatókat az épületben. Az 51., 52. és 89–93. szint gépészeti szint, amely csak a szervízliftekkel érhetők el.
Az alap 1062 darab, nagy szilárdságú acélcölöpön nyugszik, amelyeket 83,5 m mélyen a talajba fúrtak, hogy kompenzálják a talajviszonyokat. Az építés idején ezek voltak a leghosszabb acélcölöpök, amelyeket valaha is használtak szárazföldi épülethez. A cölöpöket egy 4 méter vastag betonpillér fedi 19,6 méter mélyen a föld alatt. A pincét körülvevő zagyfal 1 méter vastag, 36 méter magas és 568 méter hosszú. A fal 20 500 köbméter vasbetonból áll.
Az épületben fejlett szél- és földrengés-csillapító technikai szerkezetet alkalmaznak, amely megerősíti az épületet a 200 km/h sebességű tájfun széllel szemben (a teteje legfeljebb 75 cm-t leng ekkor ki) és a Richter-skála szerinti 7-es erősségű földrengésekkel szemben. Az acéltengelyek nyírócsuklókkal rendelkeznek, amelyek lengéscsillapítóként működnek, hogy tompítsák a szél és a rengések által kifejtett oldalirányú erőket. Az 57. emeleten lévő úszómedence állítólag passzív csillapítóként is működik. A külső függönyfal üvegből, rozsdamentes acélból, alumíniumból és gránitból készült, és alumíniumötvözetből készült csövekből álló összetett rácsos burkolat borítja.

## Hasznosítása

### Bérlemények
A 3 szintes alagsorban található egy ételudvar, míg az első két emeleten a Hyatt konferencia- és bankettlétesítményei találhatók. Az első hat emeleten bevásárlóközpont, éttermek és éjszakai klubok, köztük a Pu-J's található.
Az alsó 50 emeleten (a torony első 4 szegmensében) 123 000 négyzetméternyi iroda található, 5 liftzónára osztva (3-6, 7-17, 18-29, 30-40 és 41-50). Az irodahelyiségek nyitott (oszlopmentes) elrendezésűek, a padlótól padlóig terjedő bruttó magasságuk 4 méter, a nettó magasságuk pedig 2,7 méter.

### Grand Hyatt Shanghai
Az épület fő bérlője az ötcsillagos, 555 szobás Grand Hyatt Shanghai szálloda, amely az 53. és 87. emelet közötti helyet foglalja el. Ez a világ egyik legmagasabb szállodája, Sanghajban a második a testvérintézménye, a Shanghai Park Hyatt után, amely a közvetlenül szomszédos Shanghai World Financial Center 79. és 93. emeletét foglalja el. Ezt azóta felülmúlta a The Ritz-Carlton Hong Kong, amely a hongkongi Nemzetközi Kereskedelmi Központ 102-118. emeletét foglalja el (ha nem számítjuk bele a soha el nem készült észak-koreai Rjugjong Hotelt). A legmagasabb, kizárólag szállodaként használt épület azonban a JW Marriott Marquis Dubai. Ezen kívül a világ leghosszabb mosodai csúszdája a torony teljes hosszában az alagsorig fut, és puffereket tartalmaz, amelyek lassítják a szennyest a leereszkedés során.
A Hyatt híres, hordó boltozatú átriuma az 56. emeleten kezdődik, és egészen a 87. emeletig tart. A 28 gyűrű alakú folyosóval és lépcsőházakkal szegélyezett, spirálisan elrendezett tér átmérője 27 méter, tiszta belmagassága pedig körülbelül 115 méter. Ez az egyik legmagasabb átrium a világon, a legmagasabb jelenleg a Burdzs Kalifáé.

### Skywalk
A Skywalk egy 1520 négyzetméteres, több mint 1000 fő befogadására alkalmas fedett kilátóterasz, amely az épület 88. emeletén található. A Sanghajra nyíló panoráma mellett felülnézetből az alatta lévő szállodai átriumra is kilátás nyílik. Egy kis postahivatalt is magában foglal. A feljutás az alagsorból két gyorslift segítségével történik, amelyek 9,1 m/s sebességgel közlekednek, és 45 másodperc alatt érnek fel a tetejére. A 88. emeletre való feljutás 2009-től 88 jüanba kerül felnőtteknek és 45 jüanba a gyerekeknek.

## Galéria

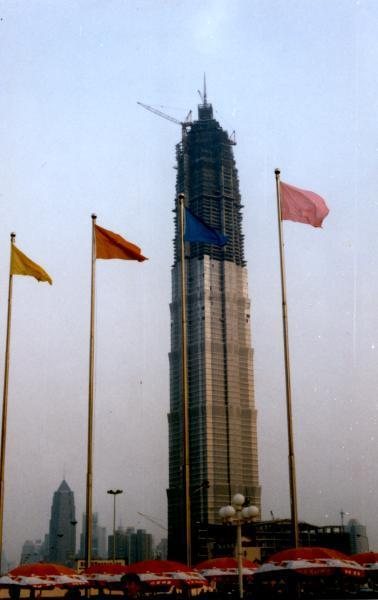
A torony építése 1997-ben
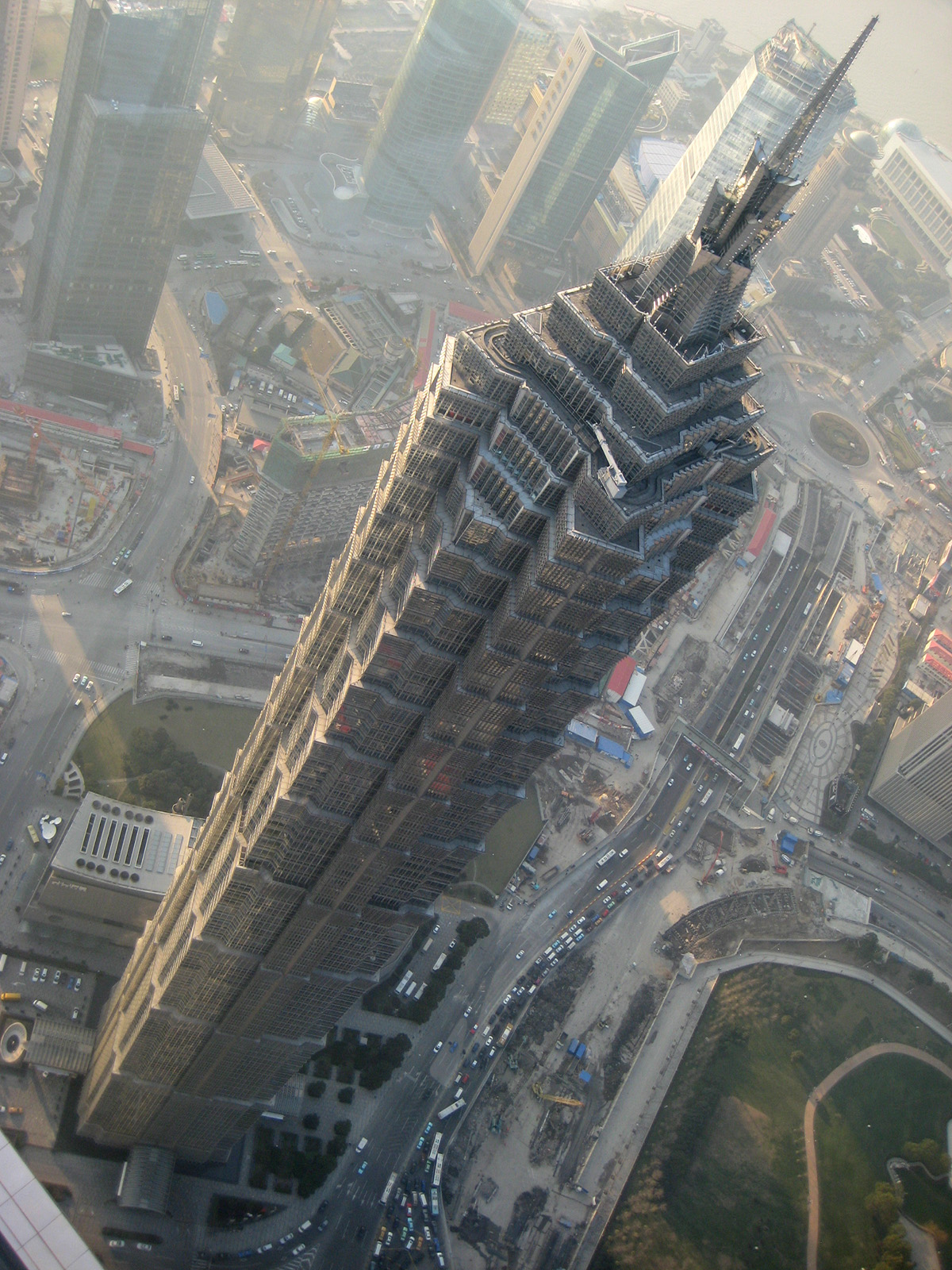
A szomszédos Shanghai World Financial Centerből nézve
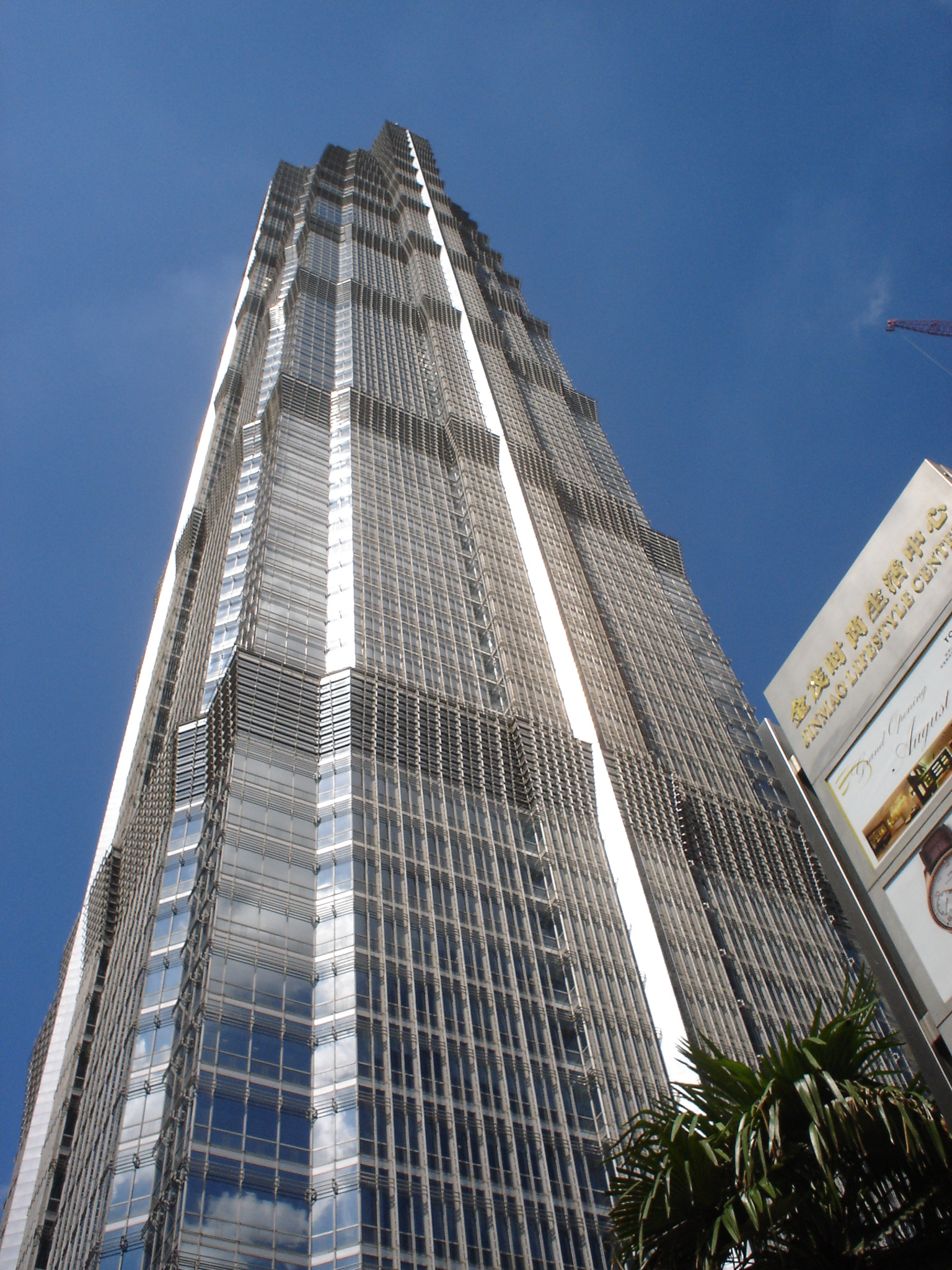
A torony külső borítása
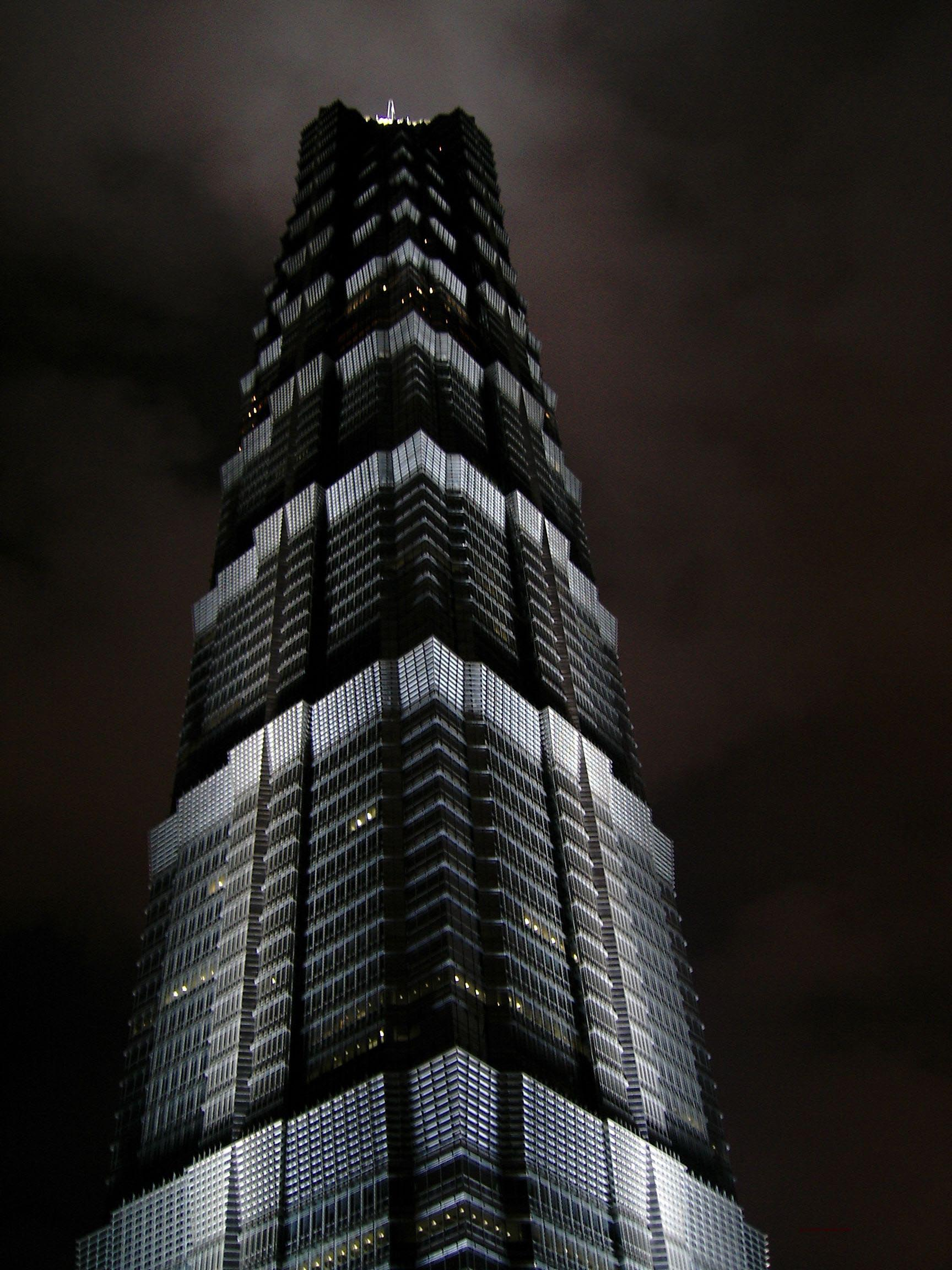
Éjszakai kivilágítás
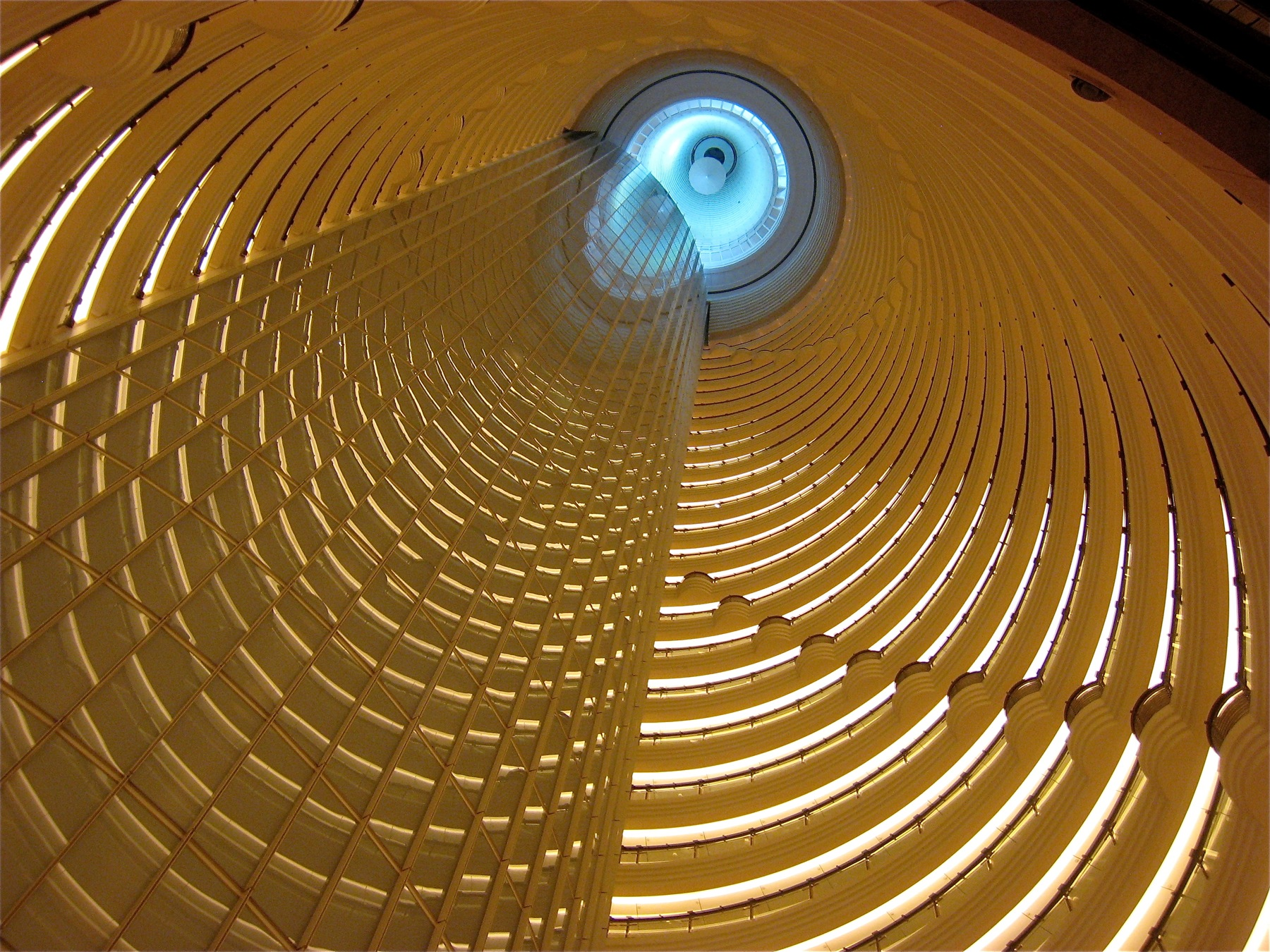
Az átrium alulról...
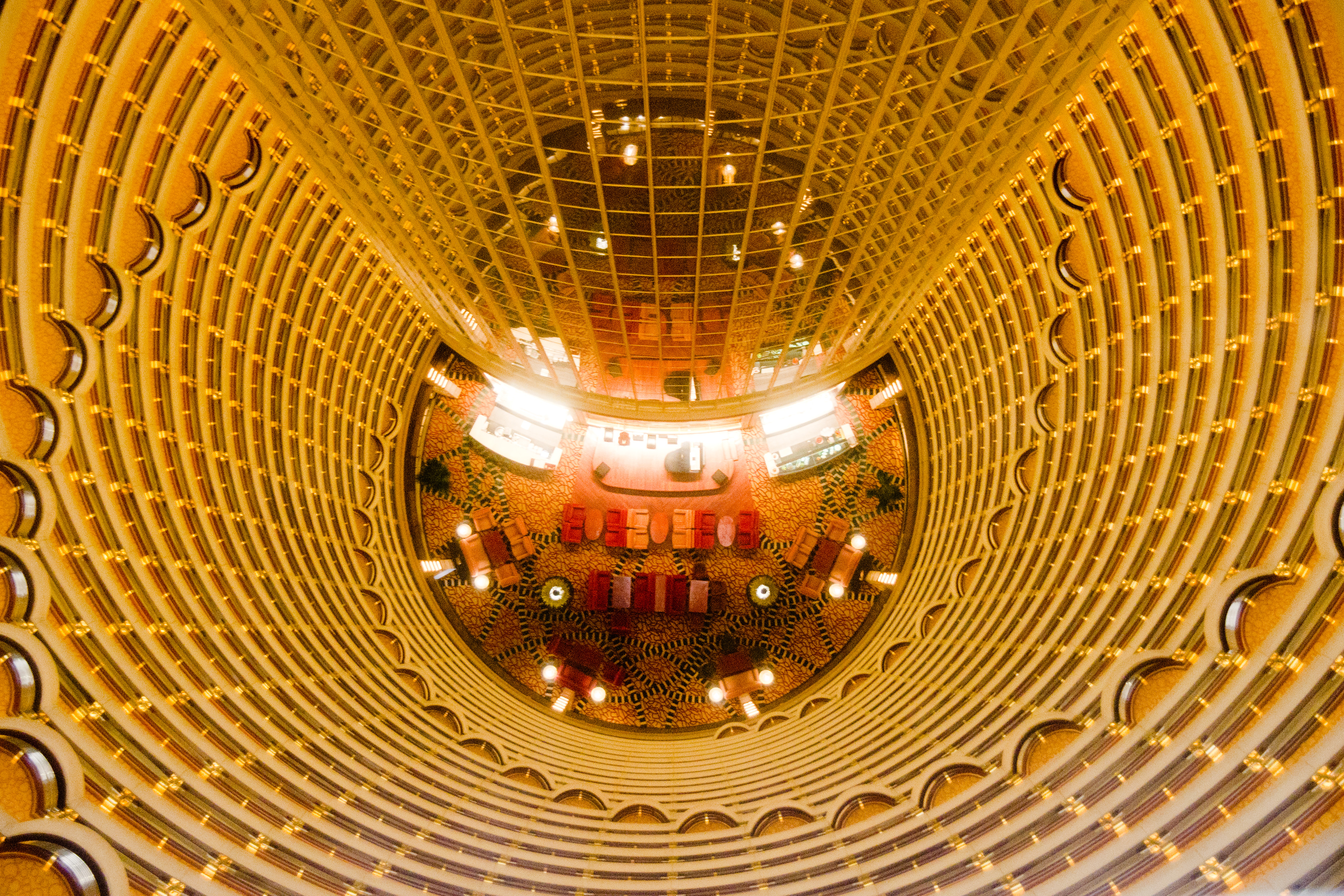
...és a 88. emeletről szemlélve
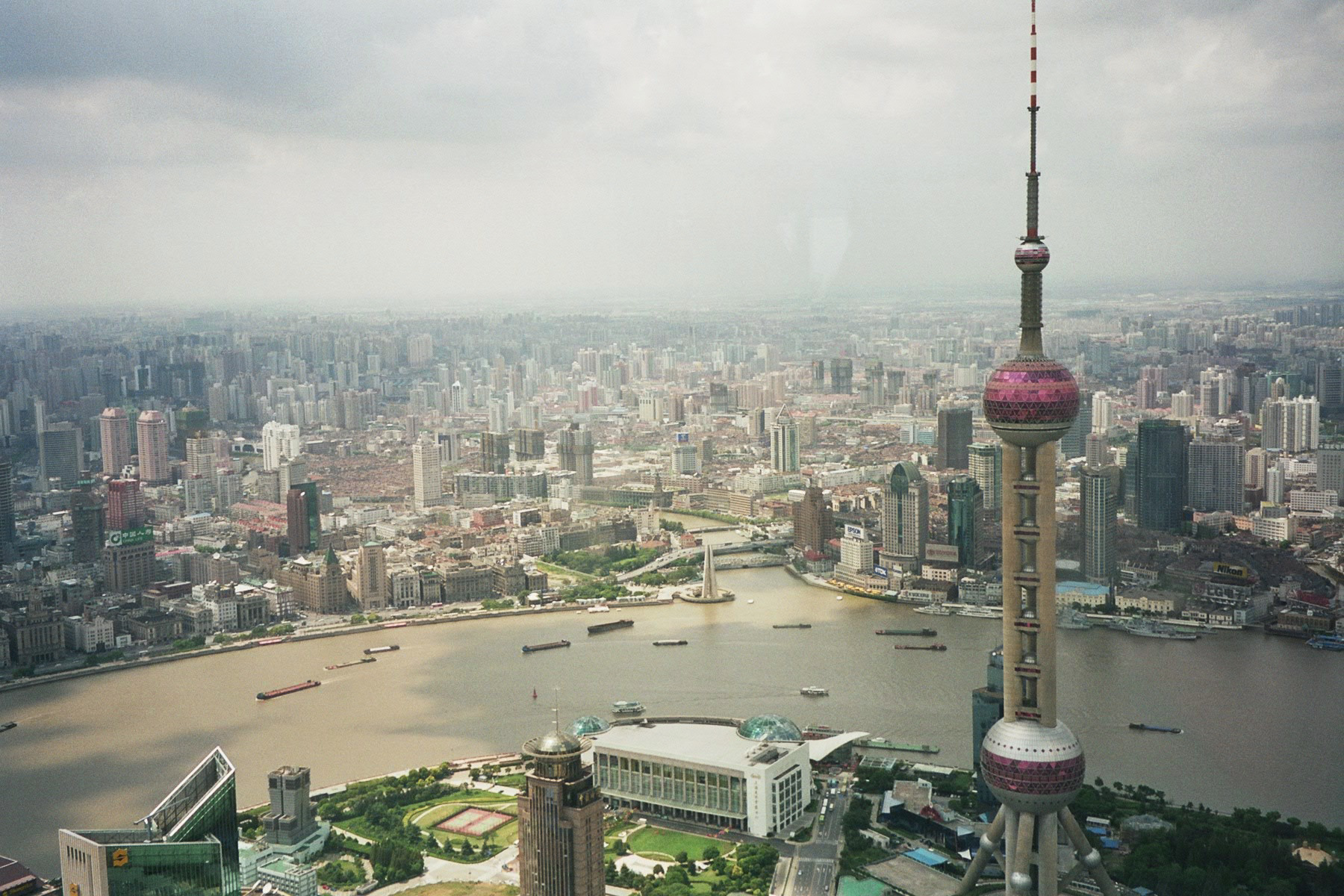
Kilátás a torony tetejéről, jobbra az Oriental Pearl Tower, hátul a Huangpu-folyó és a Bund
Putung kerület felhőkarcolóinak látképe

## Fordítás
- Ez a szócikk részben vagy egészben  a   Jin Mao Tower című angol Wikipédia-szócikk ezen változatának fordításán alapul.  Az eredeti cikk szerkesztőit annak laptörténete sorolja fel. Ez a jelzés csupán a megfogalmazás eredetét és a szerzői jogokat jelzi, nem szolgál a cikkben szereplő információk forrásmegjelöléseként.